# وب‌شناسی
وب‌شناسی (به انگلیسی: Webology) در اصطلاح به معنای دانش وب است. به عبارت دیگر، وب‌شناسی دانش جدیدی است که به مطالعه جنبه‌های گوناگون پدیده وب جهانگستر (تولید، ذخیره، نمایه‌سازی، جستجو، بازیابی و گسترش اطلاعات در محیط وب، بازرگانی و بازاریابی از طریق وب، تأثیرهای علمی، فرهنگی، اجتماعی، اقتصادی، و سیاسی وب، و غیره) می‌پردازد.
در راستای مطالعه و شناسایی جنبه‌های گوناگون وب، در ایران مجلهٔ وب‌شناسی راه اندازی شده است.